# Historic New England
- Vedeți și articolul Cele mai vechi clădiri din America.

Historic New England, în română, Noua Anglie istorică, cunosctă anterior sub numele de Society for the Preservation of New England Antiquities (SPNEA),, în română, Societatea pentru conservarea  antichităților din Noua Anglie, este o organizație caritabilă, non-profit, de conservare a clădirilor, structurilor și obiectelor legate de istoria Statelor Unite ale Americii, care are sediul în Boston, Massachusetts.  Domeniul major de interes al societății îl constituie Noua Anglie, în engleză, New England. Historic New England este cea mai veche și cea mai mare organizație regională de conservare din Statele Unite menținând proprietăți în toate statele componente ale regiunii Noua Anglie cu excepția notabilă a statului Vermont.
William Sumner Appleton, Jr. a fondat SPNEA în 1910 cu "scopul de a conserva pentru posteritate clădiri, locuri sau obiecte de interes istoric sau de alt interes" (conform originalului, [for] "the purpose of preserving for posterity buildings, places and objects of historical and other interest" ).  În primul an de funcționare, 1910, au existat 19 obiecte de conservare pe lista organizației.  Concepția lui Appleton era că orice obiect sau loc merită să fie conservat, astfel încât astăzi colecția organizației are un spectru foarte larg, de la prăjituri realizate din săpun până la exemplare de mobilier extrem de valoroase.
Noua Anglie istorică deține și operează 36 de muzee și peisaje din întreaga, în engleză, New England, reprezentând aproape 400 de ani de arhitectură, precum și o colecție amplă de mai mult de 100.000 de obiecte de o importanță istorică și estetică (fiind cea mai mare asamblare din Noua Anglie de artă și artefacte). Se arhivează, de asemenea, mai mult de 1.000.000 de articole documentare, istorie arhitecturală, inclusiv fotografii, printuri și gravuri, mai mult de 20.000 de desene arhitecturale și specificații, cărți, anuscrise, și efemere aparținând țării Noua Anglie. 

## Legături external
- Web site oficial